# 哀しい妖精
「哀しい妖精」（かなしいようせい）は、南沙織通算20枚目のシングル。1976年9月1日発売。発売元はCBS・ソニー。

## 解説
「17才の頃」などがヒットしたジャニス・イアンから提供を受けた曲に、松本隆が日本語の詞を当て発表された楽曲。シンシア本人の強い希望で一部分が変更され、現行の詞になったという。英語詞の原曲「I LOVE YOU BEST」は、1976年12月21日発売の15thアルバム『ジャニスへの手紙』に収録されており、こちらの英語バージョンをテレビで披露したこともあった。
シングル発売前の1976年8月にフジテレビ系音楽番組『夜のヒットスタジオ』で同曲を初披露した際は、司会者の芳村真理が歌い終えたシンシアを呼び止め、井上順とともに「いい曲ね」「シンシアにぴったり」と絶賛した。 
本楽曲で『第27回NHK紅白歌合戦』に出場をした（通算6回目）。その映像は、2006年6月14日発売の35周年CD-BOX『Cynthia Premium』に収められたDVDでも見ることが出来る。
シンシア本人も大のお気に入り作品として名を挙げている。一度、たまたま子供と一緒にいる時に聴いたことがあり、その際子供のほうから「この曲、誰が歌っているの?」と尋ねてきたという。また、日本語詞を書き上げた松本隆は「引退する直前頃にシンシアが『自分の好きな持ち歌5曲』を挙げた中に、「哀しい妖精」が入っていたので嬉しかった」と語っている。日本語詞はボブ・ディランの「風に吹かれて」から影響を受けているとされる。これについて松本は「木綿のハンカチーフ」が「ディランのパクリじゃないかって騒がれて（項目「木綿のハンカチーフ#解説」参照）、それに頭に来て挑戦した…影響とパクリは違うと思ってたし、ぼくのは影響であって断じてパクリではないっていう感じで作った」という。

## 収録曲
1. 哀しい妖精（3:43）
  - 作詞: 松本隆、作曲: ジャニス・イアン、編曲: 萩田光雄
2. 空色のインクで（3:30）
  - 作詞: 中里綴、作曲: 田山雅充、編曲: 萩田光雄

## 収録作品（LP・CD）
- 哀しい妖精
  - 哀しい妖精（アルバム）
  - 南沙織ヒット全曲集 -1976年版-
  - シンシアのハーモニー
  - シンシア・ラブ
  - THE BEST / 南沙織 -1978年6月版-
  - THE BEST / 南沙織 -1978年11月版-
  - THE BEST / 南沙織 -1979年6月版-
  - THE BEST / 南沙織 -1979年11月版-
  - THE BEST / 南沙織 -1980年版-
  - THE BEST / again 南沙織
  - 南沙織のすべて
  - 南沙織ベスト・コレクション
  - 南沙織ベスト Recall 〜28 SINGLES SAORI + 1〜
  - Cynthia Memories
  - Cynthia Best 〜 Eternity
  - GOLDEN J-POP/THE BEST 南沙織
  - CYNTHIA ANTHOLOGY
  - DREAM PRICE 1000 南沙織 色づく街
  - 南沙織 THE BEST 〜 Cynthia-ly
  - ドーナツ盤型12cmCDコレクション
  - Cynthia Premium
  - 南沙織 スーパー・ベスト
  - GOLDEN☆BEST 南沙織 コンプリート・シングルコレクション
  - 南沙織 スーパー・ヒット
  - ゴールデン☆アイドル 南沙織
  - CYNTHIA ALIVE
- I LOVE YOU BEST （哀しい妖精）
  - ジャニスへの手紙
  - Cynthia Premium
  - CYNTHIA ALIVE
- 哀しい妖精 -Live #1-
  - Good-by Cynthia
  - Cynthia Memories
  - CYNTHIA ANTHOLOGY
- 空色のインクで
  - 哀しい妖精（アルバム）
  - Cynthia Memories
  - CYNTHIA ANTHOLOGY
  - ドーナツ盤型12cmCDコレクション
  - Cynthia Premium
  - ゴールデン☆アイドル 南沙織

## カバー
- 吉岡聖恵（2018年、アルバム『うたいろ』に収録）